# Nhân Dân (báo)
Báo Nhân Dân là cơ quan ngôn luận của Đảng Cộng sản Việt Nam. Được xem là  "Cơ quan trung ương, tiếng nói của Đảng, Nhà nước và nhân dân Việt Nam".

## Phát hành

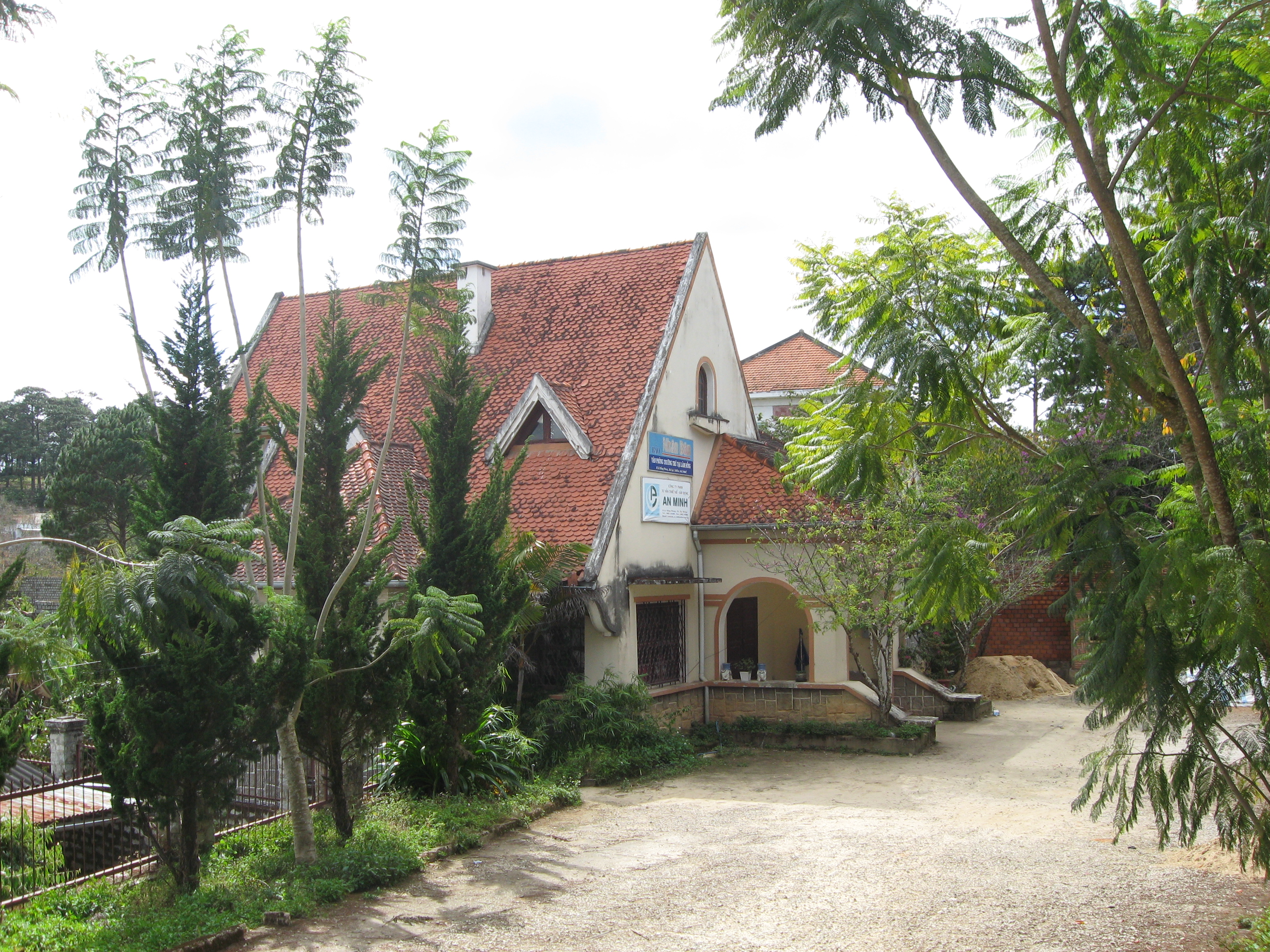
Văn phòng thường trú của báo Nhân Dân tại thành phố Đà Lạt.

Báo chủ yếu phát hành dài hạn đến hệ thống chi bộ và được bán ở các sạp báo.
Báo Nhân Dân cùng với Tạp chí Cộng sản là hai cơ quan ngôn luận chủ chốt của Đảng Cộng sản Việt Nam. Chỉ thị 11 yêu cầu các chi bộ đảng phải mua, đọc và làm theo báo đảng này đã được đưa vào thực hiện được 15 năm (tính tới thời điểm năm 2012). Việc chỉ thị này do chính Bộ Chính trị ban hành chứng tỏ Đảng Cộng sản Việt Nam rất đề cao vai trò của báo Nhân Dân trong hệ thống chính trị Việt Nam.

## Lịch sử báoNhân Dân
Số báo đầu tiên ra đời ngày 11 tháng 3 năm 1951 tại chiến khu Việt Bắc. Sang thế kỷ 21, nhật báo phát hành 200.000 tờ mỗi ngày, báo Nhân Dân cuối tuần được phát hành 110.000 tờ mỗi kỳ và nguyệt san Nhân Dân hằng tháng được phát hành 130.000 số mỗi kỳ.
Năm 1976: Khai trương điểm in báo ngày tại TP Hồ Chí Minh.
Năm 1978: Khai trương điểm in báo ngày tại TP Đà Nẵng.

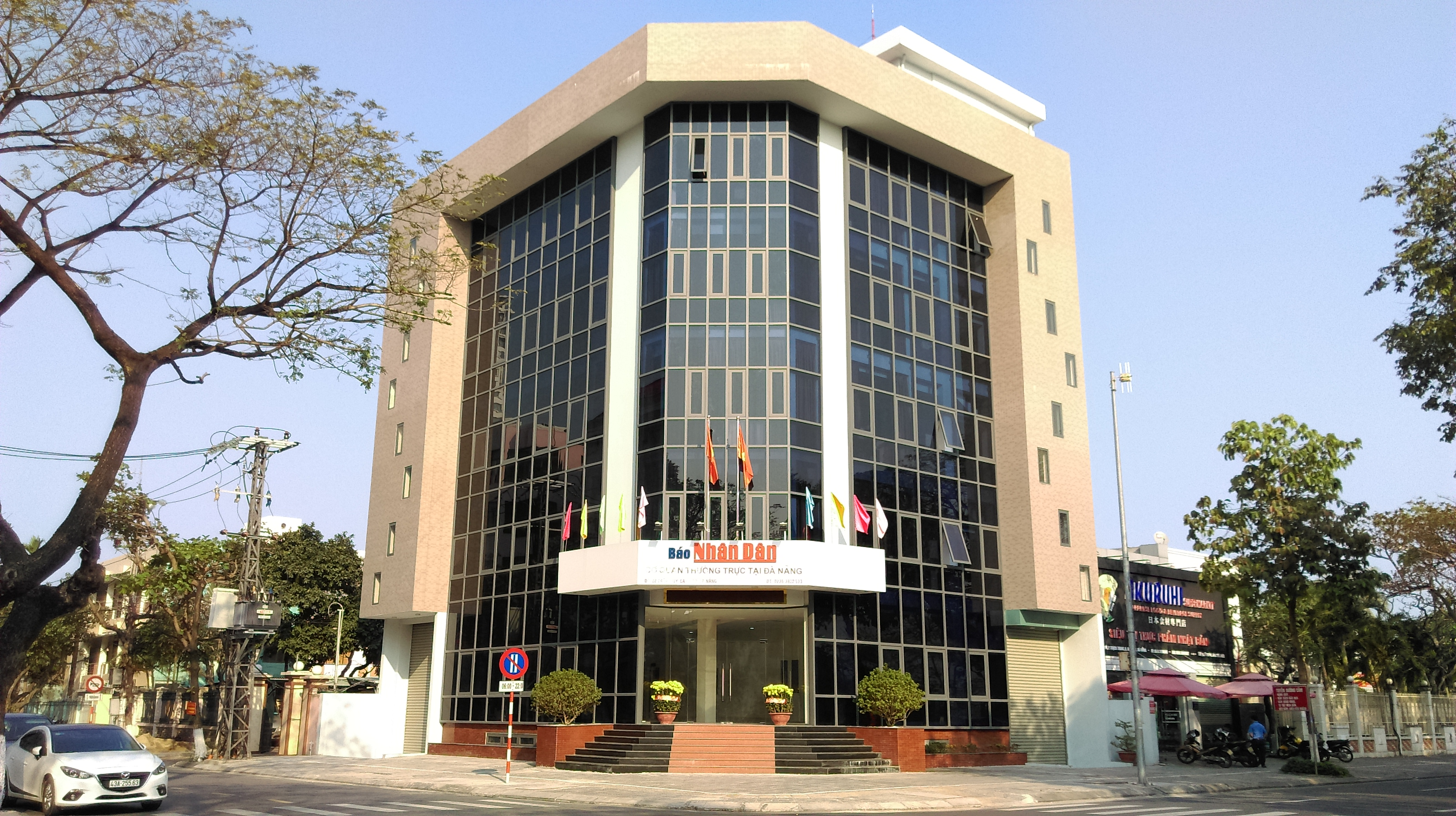
Trụ sở Báo Nhân dân tại Đà Nẵng.

Năm 1980: Khai trương điểm in báo ngày tại TP Cần Thơ.
Ngày 19 tháng 5 năm 1995: Khai trương điểm truyền tin và in báo Nhân Dân tại TP Vinh, tỉnh Nghệ An.
Năm 1997: Khai trương điểm truyền tin và in báo Nhân Dân tại Bình Định.
Báo Nhân Dân điện tử được ra đời trên Internet vào ngày 21 tháng 6 năm 1998.
Năm 1998: Khai trương điểm truyền tin và in báo Nhân Dân tại Đắk Lắk.
Năm 2004: Khai trương điểm truyền tin và in báo ngày tại Điện Biên.
Từ ngày 19 tháng 5 năm 2014 đến tháng 7 năm 2017: Báo ngày có điểm in mới tại Lai Châu và Lâm Đồng.
Tính đến ngày 21 tháng 6 năm 2014, Nhân Dân điện tử có các phiên bản ngôn ngữ Tiếng Việt, Tiếng Anh, Tiếng Trung Quốc và Tiếng Pháp.

## Ảnh hưởng thực của báo
Báo Nhân Dân hằng ngày có số lượng phát hành 200 nghìn bản/ngày, phát hành rộng rãi đến từng chi bộ trên phạm vi cả nước và một số được phát hành tại nước ngoài. Ngoài ra, một số ấn phẩm khác như cuối tuần, hằng tháng cũng có số lượng phát hành tương đối lớn. Nhân Dân điện tử cũng có số lượng truy cập lớn và được công ty Alexa xếp hạng 1475 tại Việt Nam vào ngày 31/5/2006.

## Truyền hình Nhân Dân
Báo Nhân Dân đề nghị xây dựng kênh Truyền hình Nhân Dân tại Tờ trình số 1155-TTr/ND ngày 24 tháng 8 năm 2009. Dự án xây dựng kênh Truyền hình Nhân Dân lần đầu tiên được Phó Thủ tướng Nguyễn Thiện Nhân đưa ra chỉ đạo thực hiện tại Công văn số 9534/VPCP-KGVX ngày 22/09/2009 của Văn phòng Chính phủ về Dự án xây dựng kênh Truyền hình Nhân Dân (giai đoạn 1). Sau gần một năm chuẩn bị và phát thử nghiệm trước đó trên internet, kênh truyền hình Nhân Dân tiếp tục được phát thử nghiệm trên các hạ tầng truyền dẫn:
- Truyền hình Internet IPTV: MyTV (từ 21/06/2015)[4]
- Truyền hình cáp kỹ thuật số: Truyền hình cáp Việt Nam - VTVCab (từ 21/06/2015)[5]
- Truyền hình số mặt đất DVB-T2: Công ty Cổ phần Truyền dẫn Phát sóng Truyền hình Đồng bằng Sông Hồng (RTB, nay là DTV) phát với định dạng hình ảnh độ nét cao Full HD 1080i (từ 21/06/2015) và hiện tại DTV đã ngừng phát sóng kênh.

Là một kênh truyền hình mới và hiện đại, do đó kênh đã được phát sóng với định dạng hình ảnh độ nét cao Full HD 1080i ngay từ đầu. Các chương trình của kênh cũng được sản xuất với chất lượng HD.
Kể từ 22 giờ 45 phút ngày 1 tháng 9 năm 2015: Kênh Truyền hình Nhân Dân chính thức ra mắt và được phủ sóng toàn quốc thông qua các mạng Truyền hình kỹ thuật số mặt đất DVB-T2, Truyền hình Cáp (HTVC, SCTV, VTVCab,...), IPTV và Truyền hình Vệ tinh (VTC, AVG, K+,...).
Từ 0:00 ngày 15 tháng 1 năm 2025, Truyền hình Nhân Dân chính thức dừng hoạt động và chuyển giao nhiệm vụ, chức năng về Đài Truyền hình Việt Nam (VTV) theo Nghị quyết 18 về việc sắp xếp, tinh gọn tổ chức bộ máy.

## Vấn đề kinh tế của báo
Tòa soạn báo đặt tại số 71 Hàng Trống, ngay ven hồ Hoàn Kiếm, Hà Nội. Báo Nhân Dân là cơ quan sự nghiệp hành chính có thu. Theo văn bản công bố trên cổng thông tin điện tử của Chính phủ Việt Nam thì năm 2014 ngân sách Văn phòng Trung ương Đảng chi cho báo Nhân Dân là 46 tỷ 460 triệu VND.

## Giải thưởng
Báo Nhân Dân được trao tặng Huân chương Độc lập hạng nhất ngày 9/3/2016.